# Роберт Янг
Роберт Янг (англ. Robert Young; 22 лютого 1907 — 21 липня 1998) — американський актор, який за свою кар'єру працював на телебаченні, радіо та кіно, лауреат трьох премій «Еммі», а також «Золотий глобус» і BAFTA.

## Життєпис
Роберт Джордж Янг дебютував на екрані у 1931 році, і наступні два десятиріччя знімався винятково в кінофільмах, загалом в майже дев'яносто картинах. Янг часто грав ролі «хороших хлопців» і друзів головних героїв у різноманітних мелодрамах тридцятих років, а в наступному десятилітті більш різнопланові ролі в різножанровних стрічках. У 1954 році він повністю відмовився від кар'єри в кіно і перейшов працювати на телебачення. Хоч він знявся в декількох десятках кінофільмів, Янг добився національного визнання завдяки головній ролі в довгостроковому телесеріалі «Отець знає краще» (1954—1960), який приніс йому дві премії «Еммі» в 1957 і 1958 роках. В 1960 році Роберт Янг був вшанований зразу трьома зірками на Голлівудській алеї слави, за вклад в телебачення, кіно та радіо. У наступному році він повернувся на телебачення з головною роллю у серіалі «Вікно на головну вулицю», який був закритий після одного сезону і кілька наступних років працював не так активно. У 1969 році повернувся на екрани з головною роллю в телесеріалі «Доктор Маркус Уелбі» (1969—1976), який приніс йому премію «Золотий глобус» та ще одну «Еммі».
Янг був одружений з Бетті Гендерсон і у них було четверо доньок, а також шість онуків та два правнуки.
Помер 21 липня 1998 року від зупинки дихання і був похований на цвинтарі «Форест-Лаун» у Глендейлі, штат Каліфорнія.

## Вибрана фільмографія
- 1929 — «Безбожниця» / The Godless Girl — студент
- 1931 — «Гріх Мадлон Клоде» / The Sin of Madelon Claudet — доктор Лоуренс Клоде
- 1931 — «Чортові пірнальники» / Hell Divers
- 1932 — Дивна перерва / Strange Interlude
- 1933 — «Буксирщиця Енні» / Tugboat Annie — Александр «Алек» Бреннан
- 1951 — «Прощай, моя примха» / Goodbye, My Fancy — доктор Джеймс Меррілл